# Horobriv, Kozova
Horobriv (în ucraineană Хоробрів) este un sat în comuna Avhustivka din raionul Kozova, regiunea Ternopil, Ucraina.

## Demografie
Componența lingvistică a localității Horobriv
     Ucraineană (100%)
Conform recensământului din 2001, toată populația localității Horobriv era vorbitoare de ucraineană (100%).